# DFS Rhönsperber
Il DFS Rhönsperber, codice RLM 108-51, fu un aliante monoposto da competizione ad alte prestazioni con capacità acrobatiche progettato dall'ingegner Hans Jacobs e sviluppato in Germania dal Deutsche Forschungsanstalt für Segelflug (DFS) negli anni trenta.
Caratterizzato dalla cabina di pilotaggio chiusa da un tettuccio a goccia e dalla configurazione ad ala di gabbiano posizionata alta sulla fusoliera, introdusse alcune migliorie tecniche e fu d'ispirazione per diversi modelli successivi, tra i quali il Göppingen Gö 3 Minimoa.

## Storia del progetto
Nei primi anni trenta Hans Jacobs decise di avviare lo sviluppo di un nuovo aliante ad alte prestazioni in grado di volare attraverso tutto il territorio tedesco sfruttando al massimo le termiche. Il progetto, che verrà designato 108-51 dal Reichsluftfahrtministerium (RLM), introduce alcune innovazioni tecnologiche ed una configurazione che venne ripresa da alcuni modelli dell'epoca.

## Tecnica
Il DFS Rhönsperber era un aliante Classe Club dalla costruzione classica con fusoliera in compensato e struttura alare in legno ricoperta in tela, e dall'aspetto, per l'epoca, innovativo: monoposto, con configurazione ad ala di gabbiano, dotata di profilo alare Göttingen 535, posizionata alta e pattino d'atterraggio retrattile.

## Esemplari attualmente esistenti
Oltre agli esemplari conservati in musei aeronautici esiste una replica, marche D-9025, in condizioni di volo ed utilizzata dal proprietario in manifestazioni e raduni per alianti d'epoca.
Tra gli esemplari in esposizione presso strutture museali sono presenti:
- D-6262, già D-Rhönsperber, presso il Deutsches Segelflugmuseum mit Modellflug di Gersfeld, in Germania.[1]